# Sin Cara
Sin Cara là một đô vật chuyên nghiệp và là cựu NXT Tag Team Champion. Sin Cara còn được biết đến với tư cách là Jorge Arias. WWE dùng Jorge Arias để đóng vai Sin Cara.